# مرونة آمنة

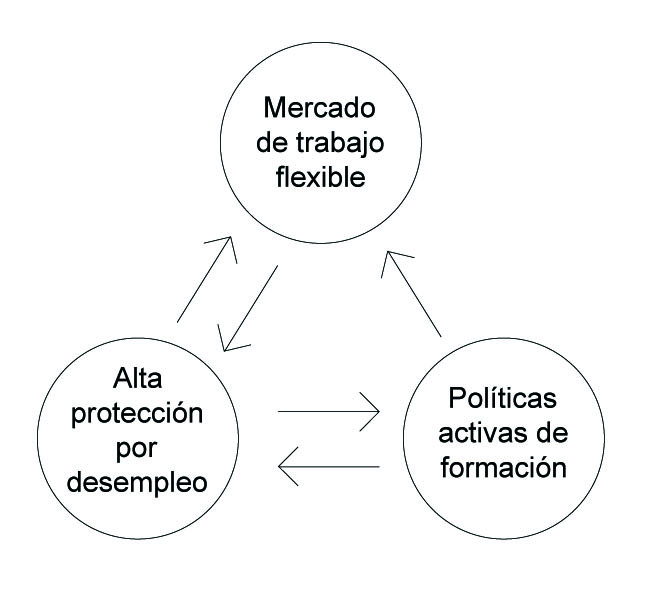
رسم تخطيطي للمثلث الذهبي النسبي لمفهوم الأمان المرن

المرونة الآمنة (بالإنجليزية: Flexicurity)‏ هو نموذج دولة الرفاهية مع سياسة اقتصاديات العمل استباقية. تمت صياغة هذا المصطلح لأول مرة من قبل رئيس الوزراء الديمقراطي الاجتماعي للدنمارك بول نيروب راسموسين في التسعينيات.